# Barna bülbül
A barna bülbül vagy berber bülbül (Pycnonotus barbatus) a madarak osztályának verébalakúak (Passeriformes) rendjébe és a bülbülfélék (Pycnonotidae) családjába tartozó faj.
Libéria nemzeti madara.

## Rendszerezése
A fajt Rene Louiche Desfontaines francia ornitológus írta le 1789-ben, a Turdus nembe Turdus barbatus néven.

## Alfajai
- Pycnonotus barbatus arsinoe (M. H. K. Lichtenstein, 1823) – Egyiptom (a Nílus völgye), Szudán, kelet-Csád;
- Pycnonotus barbatus barbatus (Desfontaines, 1789) – Marokkótól Tunéziáig;
- Pycnonotus barbatus gabonensis (Sharpe, 1871 – közép- és dél-Nigériától és közép-Kameruntól Gabonig és a Kongói Demokratikus Köztársaságig;
- Pycnonotus barbatus inornatus (Fraser, 1843) – dél-Mauritániától és Szenegáltól észak-Nigerig, nyugat-Csádig, észak-Nigériáig és észak-Kamerunig;
- Pycnonotus barbatus schoanus (Neumann, 1905)[2] – Eritrea, Etiópia felföldje, délkelet-Szudán;

## Előfordulása
Afrika nagy részén honos. Kóborlásai során eljut Spanyolországba is. Természetes élőhelyei a szubtrópusi vagy trópusi síkvidéki és hegyi esőerdők, mocsári erdők, szavannák, cserjések és sivatagok, mocsarak, folyók és patakok környéke, valamint szántóföldek, ültetvények, vidéki kertek és városias régiók. Állandó, nem vonuló faj.

## Megjelenése
Átlagos testhossza 20 centiméter, testtömege 23-60 gramm.
|  |

## Életmódja
Többnyire gyümölcsökkel táplálkozik, de ízeltlábúakat, nektárt, virágokat, magvakat és néha kisebb gerinceseket is fogyaszt.

## Szaporodása
|  |

## Természetvédelmi helyzete
Az elterjedési területe rendkívül nagy, egyedszáma pedig növekvő. A Természetvédelmi Világszövetség Vörös listáján nem fenyegetett fajként szerepel.